# 弓削町 (岡山県)
弓削町（ゆげちょう）は、岡山県久米郡にあった町。
町制時点では、現在の久米郡久米南町上弓削、塩之内、下弓削、西山寺、羽出木、松に当たり、廃止直前では龍川村の範囲も含む。

## 沿革
- 1889年（明治22年）6月1日 - 町村制施行に伴い、久米南条郡 上弓削村、塩之内村、下弓削村、西山寺村、羽出木村、松村が合併し、弓削村となる。大字下弓削に役場を置く。
- 1900年（明治33年）4月1日 - 久米南条郡が久米北条郡と合併し、久米郡となる。
- 1917年（大正6年）4月1日 - 弓削村が町制、久米郡弓削町となる[1]。
- 1940年（昭和15年）4月1日 - 龍川村と合併し、新たに弓削町となる。
- 1954年（昭和29年）4月1日 - 神目村、龍山村、誕生寺村と合併し、久米南町となる。

## 地名の読み方
- 上弓削（かみゆげ）
- 塩之内（しおのうち）
- 下弓削（しもゆげ）
- 西山寺（にしやまじ）
- 羽出木（はでぎ）
- 松（まつ）

## 現在の様子

### 郵便番号
旧・龍川村の範囲も含めている。
- 709-3600 久米郡久米南町泰山寺
- 709-3605 久米郡久米南町塩之内
- 709-3606 久米郡久米南町羽出木
- 709-3611 久米郡久米南町松
- 709-3612 久米郡久米南町上弓削
- 709-3613 久米郡久米南町西山寺
- 709-3614 久米郡久米南町下弓削
- 709-3615 久米郡久米南町上二ケ
- 709-3616 久米郡久米南町全間
- 709-3617 久米郡久米南町下二ケ
- 709-3622 久米郡久米南町仏教寺

709-360Xの残りの番号は誕生寺村を、709-362Xの残りの番号は神目村、龍山村を参照。なお、泰山寺の番号は久米南町内の掲載なしの番号に当たる。

### 教育

#### 保育園
- 弓削保育園

#### 小学校
- 久米南町立弓削小学校

#### 中学校
- 久米南町立久米南中学校

#### 高等学校
- 岡山県立弓削高等学校（2012年閉校）

### 交通

#### 鉄道
JR津山線 ： 弓削駅

#### 道路

##### 高速道路
旧町内を走る高速道路なし

##### 国道
- 国道53号

##### 県道
- 主要地方道
  - 岡山県道52号勝央仁堀中線

- 一般県道
  - 岡山県道265号周匝久米南線
  - 岡山県道373号栃原久米南線
  - 岡山県道467号上二ヶ小鎌線

### 河川・山岳

#### 河川
- 誕生寺川

#### 山岳
- 五本地藏山
- 小丸山
- 龍王山

### 寺院・神社

#### 寺院
- 泰山寺
- 仏教寺

#### 神社
- 稲荷神社
- 熊野神社
- 厨神社
- 素鵞神社
- 龍川神社
- 波多神社
- 八幡神社